# Nukleový chov
Nukleový chov (anglicky nukleus breeding) je šlechtitelský chov hospodářských zvířat, u kterého je čistokrevná plemenitba založená na chovu specializovaných linií (nukleus) konkrétního plemene. Jádro každého plemene se opírá o jednu či více čistých linií umístěných v nukleových chovech (nukleus herds, nukleus floks).  Nukleové chovy mohou být malé a chudé, což je typické pro nevýznamná plemena či začínající plemena (vymírající plemena). U žádaných plemen hospodářských zvířat mohou být nukleové chovy vysoce lukrativní, jediný chov produkuje plemenný materiál pro globální svět (nosnice, brojleři, dojnice).

## Šlechtitelská pyramida

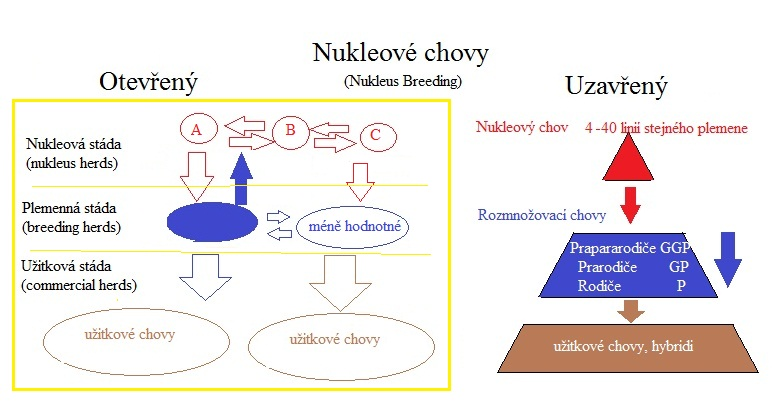
Nukleový chov otevřený a uzavřený

Šlechtitelská pyramida má tři stupně: Nukleový chov (nucleus herd), plemenné chovy (breeding herds) či rozmnožovací (multiplier herds), užitkové chovy (commercial herds).

### Nukleový chov
Nukleový chov bývá pro jedno plemeno jen jeden na světě.
Existují dva koncepty nukleového chovu: otevřený a uzavřený.
V otevřeném nukleovém chovu jsou zvířata do šlechtitelských stanic (nukleus herds) doplňována z plemenných chovů (breeding herds). Pohyb mezi jádrem chovu (nukleus) a plemennými stády je oboustranný.
Otevřený nukleový chov nemusí mít dostatečnou genetickou základnu, nakupuje z plemenných chovů ty nejlepší prověřené jedince, zařazuje je do nukleového chovu.
Tento systém je typický pro chov ovcí, koz, masných plemen skotu, koní.
Některá plemena nemají nukleové chovy, šlechtitelská pyramida pak nemá tři stupně, ale jen dva (plemenný chov a užitkový). To je typické pro zájmové chovy králíků, psů, koček, drůbeže, holubů, koní atd.
V uzavřeném nukleovém chovu je jádro chovu zcela oddělené, žádné zvíře zvenčí do něj přijít nesmí. Pohyb v rámci plemene je jednostranný, pouze ze šlechtitelských stanic (nukleus) do rozmnožovacích chovů a užitkových, nikdy ne naopak. Udržovat nukleové chovy vyžaduje početnou populaci stejného plemene. Koeficient inbreedingu může být v těchto chovech vysoký.
Tento systém je typický pro všechny chovy, kde se uplatňuje šlechtitelská pyramida neboli hybridizační či také heterózní efekt. Jedná se například o velkochovy drůbeže a prasat. Uzavřený nukleový chov může být jediný pro globální svět, na něj navazují chovy rozmnožovací (ne plemenné).

### Plemenné chovy
Plemenných chovů pro konkrétní plemeno je jen několik málo. Musí být chováni odděleně od ostatních plemen, musí být pod dozorem plemenářů, kteří provádějí kontrolu užitkovosti a dědičnosti. Musí být pod kontrolou veterinářů, kteří provádějí kontrolu zdraví a dědičnosti zdraví. Každý jedinec musí být veden v plemenné knize.
Klasické plemenné chovy dodávají plemeníky do šlechtitelských stanic, kde probíhá kontrola užitkovosti ve standardizovaných podmínkách. Nejlepší plemeníci se mohou stát součástí nukleových chovů, pokud se jedná o otevřený způsob šlechtění.
Existují chovy, které se za plemenné považují, ale nedodávají plemenný materiál do nukleových chovů. Buď nemají dostatečnou plemennou hodnotu nebo tomu brání jiné (např. geografické) okolnosti. Uvnitř otevřeného systému šlechtění mají stejnou pozici jako chovy rozmnožovací v uzavřeném systému. Nakupují od nukleových chovů, prodávají užitkovým chovům. Takové chovy jsou generace za genetickým pokrokem, nikdy ho už nedoženou. Nízké plemenné hodnotě by měla odpovídat i cena jimi prodávaného genetického materiálu – měla by být ta nejlevnější na trhu.

#### Rozmnožovací chovy
U uzavřených metod šlechtění plemenné chovy neexistují, místo nich existují rozmnožovací chovy a to i ve více generacích. Typický je příklad brojlerů, kdy se rozmnožovací chov skládá ze tří oddělených provozoven pro tři po sobě jdoucí generace (praprarodiče, prarodiče, rodiče). Rozmnožovací chovy zastávají ve šlechtitelské pyramidě stejnou pozici jako chovy plemenné, ale nejsou jimi. Jejich potomci nemohou doplňovat nukleové chovy a to ani za výjimečných okolností. Rozmnožovací chovy produkují genetický materiál pro užitkové chovy.

### Užitkové chovy
Představují největší část chovů.
V jednom chovu jsou čistokrevní jedinci i jedinci bez plemenné příslušnosti. V jednom chovu smí být více plemen. Jejich potomci nemají žádnou plemennou hodnotu. Užitkové chovy mohou být výsledkem šlechtitelské pyramidy. Vzájemné křížení v rámci užitkových chovů se nedoporučuje nebo je přímo zakázáno (dochází k degeneraci potomků). 
Užitkové chovy mohou být produktem šlechtitelské pyramidy (prasata, drůbež).
U některých užitkových chovů je základní stádo samic stabilní, není doplňováno z plemenných ani rozmnožovacích chovů. Veškerý genetický pokrok je vytvářen nákupem samců z plemenných stád či inseminačních dávek (skot).

## Podstata šlechtitelské pyramidy
Jádro plemenného chovu netvoří plemenná stáda (breeding herds), ale několik chovných linií (nukleus), které jsou genetickou podstatou plemenného chovu. Kdo vlastní tyto linie, ovládá strategii šlechtění celého plemene.
Zdánlivě tak mohou plemenné chovy patřit do otevřeného systému nukleového křížení, ale zastávají funkci chovů rozmnožovacích: Nedodávají plemenný materiál do nukleových chovů, jen z nich nakupují. Toto je typické pro plemena s mezinárodním rozšířením.
Do nukleových stád dodávají pouze chovatelé z mateřského státu, z ostatních států nemají plemeníci potřebnou chovatelskou hodnotu.
Systémy kontroly užitkovosti, dědičnosti a zdraví jsou v každém státě odlišné, vzájemně nemusí být uznávány. Plemenářská a veterinární opatření brání zpětnému prodeji, jsou vedle chovatelských a ekonomických nástrojů i legislativní pojistkou. Šlechtění konkrétního plemene se stává doménou jednoho regionu, jediné firmy, nadnárodního monopolu.
Tok plemenného materiálu od nukleových stád ke stádům užitkovým je základem moderního zemědělství. 

## Inseminace u nukleových chovů skotu
Základní metoda na urychlení genetického pokroku je výběr nejlepších samců zlepšovatelů, ti produkují semeno pro celé plemeno. Jediný býk dokáže za život vyprodukovat přes milion inseminačních dávek. U mléčného skotu se zmrazené inseminační dávky (pelety) používají ve všech chovech včetně užitkových. U masných stád bývá inseminace používána hlavně u plemenných chovů, u užitkových se dodnes praktikuje přirozená plemenitba (koupí se plemenný býk, nakryje celé stádo).
Produkce plemenných býků pro přirozenou plemenitbu je podstatou existence rozmnožovacích chovů.
Produkce zmrazeného semene by měla být výsadou nukleových chovů.

## ET (embryo transfer) u nukleových chovů skotu
Systém MOET (Multiple Ovulation and Embryo Transfer) se používá u skotu na urychlení genetického pokroku u nukleových chovů.
Dárkyně jsou nejlepší plemenice, zpravidla prověřená zvířata na konci produkce (stará zvířata). 
Příjemkyně jsou ještě neprověřená zvířata, zpravidla jalovice.
U dárkyň se vyvolá polyovulace pomocí FSH (folikulo stimulující hormon), poté jsou inseminovány, oplodněná embrya jsou vypláchnuta.
U příjemkyň je provedena synchronizace říje (pomocí prostaglandinu F2α), oplodněná embrya jsou jim vložena do dělohy obdobnou technikou, jakou se provádí inseminace.
Tento systém umožňuje, aby dárkyně na konci života daly ještě zhruba 10 telat. Příjemkyně jsou ještě neprověřené jalovice, jejich skutečné potomstvo by mělo malou chovatelskou hodnotu. Je mnohem výnosnější, aby se jim narodila vysoce hodnocená telata od prověřených matek.
Dárkyně jdou zhruba po třech výplaších na jatka (jsou staré po konci produkčního období).
Příjemkyně se otelí a jsou zařazeny do chovu jako ostatní prvotelky.
V kvalitních plemenných chovech jsou všechny jalovice příjemkyně ET. Nejčastěji se používají k přenosu živá vajíčka, která se ve stejnou hodinu vypláchnou od dárkyň, přenesou na příjemkyně. Na jednu dárkyni se připravuje kolem 10 jalovic. Přenos zmrazených embryí je často jen doplňkovou metodou. Pokud se v chovu nepřipravují dárkyně, pak se jalovicím aplikují zmrazená embrya.
Používat systém embryo transferů u rozmnožovacích chovů či dokonce užitkových je nonsens.